# Канозіо
Канозіо (італ. Canosio, п'єм. Cianeus) — муніципалітет в Італії, у регіоні П'ємонт,  провінція Кунео.
Канозіо розташоване на відстані близько 530 км на північний захід від Рима, 85 км на південний захід від Турина, 38 км на захід від Кунео.
Населення — 81 особа (2014).
Щорічний фестиваль відбувається 13 грудня. Покровитель — Santa Lucia.

## Демографія
Населення за роками:

Станом на 1 січня 2023 року в муніципалітеті офіційно проживали 3 іноземці з 3 країн, серед них 1 громадянин країн Євросоюзу.

## Сусідні муніципалітети
- Аччельйо
- Арджентера
- Мармора
- П'єтрапорціо
- Праццо
- Самбуко